# Прогресівка
Прогресі́вка (до 1944 року — Нейзац) — село в Україні, у Березанській селищній громаді Миколаївського району Миколаївської області. Населення становить 417 осіб.

## Історія

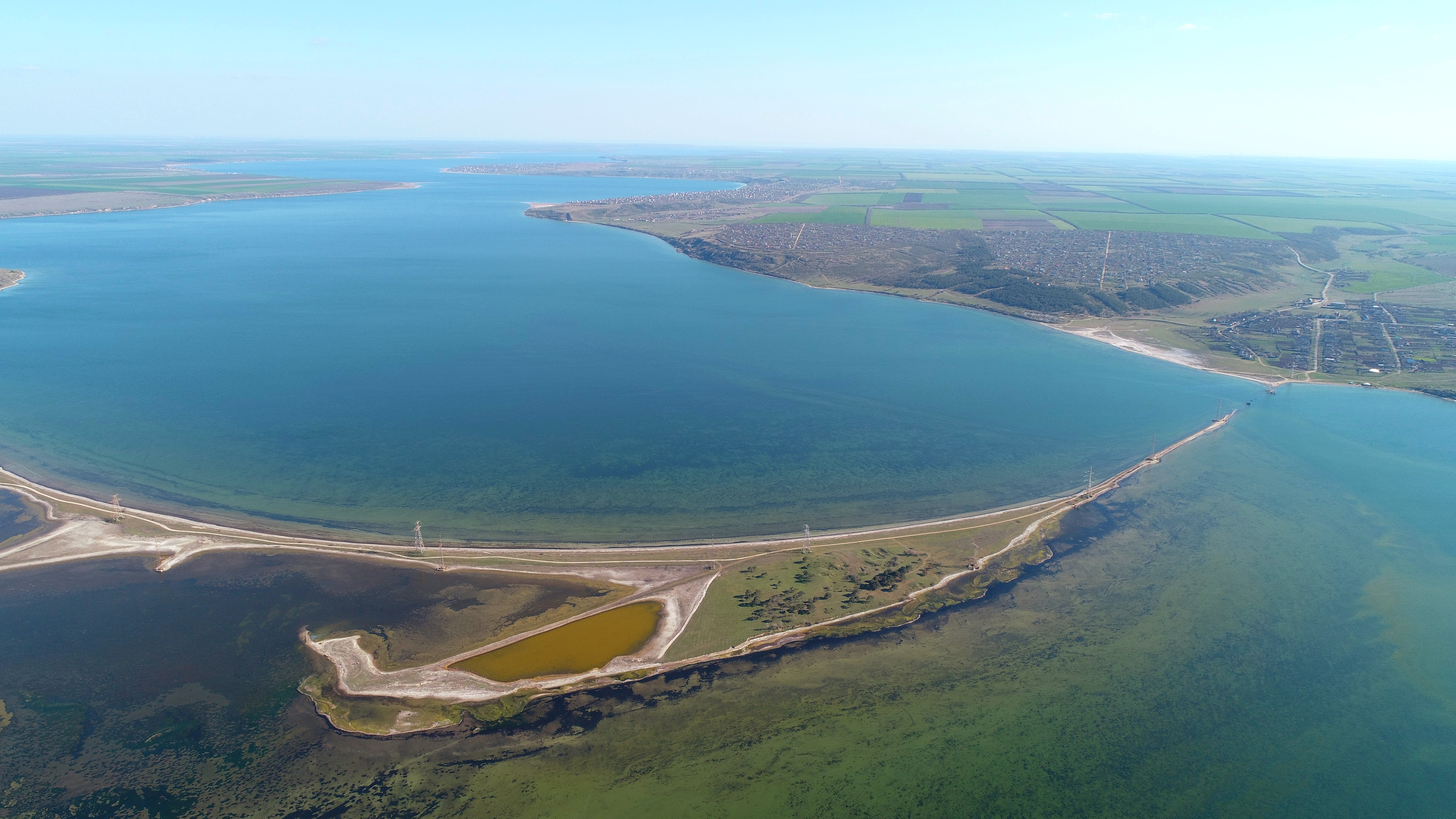
Коса через Тилігульский лиман зі сторони села Прогресівка

Станом на 1886 у німецькій колонії Нейзац, центрі Нейзацької волості Одеського повіту Херсонської губернії, мешкало 569 осіб, налічувалось 87 дворових господарств, існували лютеранський молитовний будинок, школа та 2 лавки.
7 (20) листопада 1917 року, відповідно до Третього Універсалу Української Центральної Ради, увійшло до складу Української Народної Республіки.  
Протягом 2019—2020 років поряд з селом збудовано сонячну електростанцію.